# Ozirți, Berezne
Ozirți (în ucraineană Озірці) este un sat în comuna Poliske din raionul Berezne, regiunea Rivne, Ucraina.

## Demografie
Componența lingvistică a localității Ozirți
     Ucraineană (100%)
Conform recensământului din 2001, toată populația localității Ozirți era vorbitoare de ucraineană (100%).